# Rehfeld-Berlitt
Rehfeld-Berlitt, auch Rehfeld/Berlitt geschrieben, war eine von 1973 bis 2002 existierende Gemeinde im Kreis Kyritz der DDR, ab 1990 im Landkreis Kyritz (Land Brandenburg) und ab 1993 im Landkreis Ostprignitz-Ruppin. Sie entstand am 1. Oktober 1973 durch den Zusammenschluss der Gemeinden Berlitt und Rehfeld. Mit der Eingemeindung zum 31. Dezember 2002 in die Stadt Kyritz wurde sie wieder aufgelöst. Seither sind Berlitt und Rehfeld Ortsteile der Stadt Kyritz mit jeweils eigenem Ortsbeirat und Ortsvorsteher.

## Geschichte
Berlitt wurde 1440 erstmals urkundlich genannt (Berlit). Berlitt lag in der historischen Landschaft der Prignitz und wurde in der Kreis- und Provinzreform dem neuen Landkreis Ostprignitz in der Provinz Brandenburg zugewiesen. Zur Mitte des 19. Jahrhunderts hatten sich die zwei kommunalen Einheiten Gemeindebezirk und Gutsbezirk Berlitt heraus gebildet, die 1928 vereinigt wurden. 1931 wurde als separater Wohnplatz der Gemeinde Berlitt die Ziegelei ausgewiesen. Mit der Kreisreform von 1952 in der damaligen DDR kam Berlitt zum Kreis Kyritz.
Rehfeld wurde 1307 erstmals als in Reuelde genannt. Zur Mitte des 19. Jahrhunderts bildeten sich die zwei kommunalen Einheiten Gemeindebezirk und Gutsbezirk Rehfelde. 1928 wurde der Gutsbezirk Rehfeld mit dem Wohnplätzen Klosterhof und Wilhelmsgrille eingemeindet. 1964 und 1971 hatte Rehfeld die Ortsteile Klosterhof und Wilhelmsgrille.
Zum 1. Oktober 1973 schlossen sich die beiden Gemeinden Berlitt und Rehfeld zur neuen Gemeinde Rehfeld-Berlitt im Kreis Kyritz zusammen. 1985 bzw. 1990 sind Berlitt, Rehfeld und Wilhelmsgrille als Ortsteile der Gemeinde Rehfeld-Berlitt ausgewiesen. Mit der Bildung des Landes Brandenburg wurde der Kreis Kyritz in Landkreis Kyritz umbenannt. 1992 schloss sich Rehfeld-Berlitt (hier auch Rehfeld/Berlitt geschrieben) mit sechs anderen Gemeinden und der Stadt Kyritz zum Amt Kyritz zusammen. Der Landkreis Kyritz wurde am 6. Dezember 1993 mit den Kreisen Neuruppin und Wittstock (mit nur kleineren Gebietsänderungen) zum neuen Landkreis Ostprignitz-Ruppin vereinigt. Zum 31. Dezember 2002 wurde Rehfeld-Berlitt in die Stadt Kyritz eingegliedert. Der Gemeindeverband wurde aufgelöst und Berlitt und Rehfeld sind nun jeweils Ortsteile der Stadt Kyritz. In den beiden Ortsteilen wird seither ein Ortsbeirat stehend aus drei Mitgliedern gewählt, die wiederum aus ihrer Mitte einen Ortsvorsteher wählen. Auch das Amt Kyritz wurde zum 26. Oktober 2003 im Zuge der Gemeindereform in Brandenburg wieder aufgelöst.
Bevölkerungsentwicklung von Rehfeld-Berlitt von 1981 bis 2001
| Jahr 1981     | 1985 | 1989 | 1990 | 1992 | 1994 | 1996 | 1998 | 2000 | 2001 |
| Einwohner 550 | 530  | 532  | 535  | 516  | 504  | 526  | 534  | 527  | 525  |